# 蚓狀潘鰍
蚓狀潘鰍為輻鰭魚綱鯉形目鰍科的其中一種，為熱帶淡水魚，分布於亞洲緬甸北部亞逸亞旺帝河流域，體長可達5.2公分，棲息在底層水域，生活習性不明。

## 扩展阅读
維基物種上的相關：蚓狀潘鰍